# Wigbert (Hildesheim)
Wigbert († 1. November 908) war von 880 bis 908 der sechste Bischof von Hildesheim.
Wigbert war ein Immedinger. Nach Hans Goetting war Wigbert Mönch in Corvey. Bischof Markward von Hildesheim fiel in der Schlacht gegen die Normannen am 2. Februar 880. Wohl noch im gleichen Jahr wurde Wigbert Bischof von Hildesheim. Bischof Wigbert war auf der Synode im Juli/August 888 in Mainz. Die dort anwesenden Bischöfe sprachen sich für Arnolf als rechtmäßigen König aus. Wigbert nahm auch an der Synode von Trebur im Mai 895 teil. Die Fuldaer Annalen überliefern 908 als Todesjahr. Das Hildesheimer Domnekrolog und das Nekrolog von St. Michael in Hildesheim verzeichnen den 1. November als Todestag. Den 31. Oktober nennt das Alte Merseburger Totenbuch.